# Thelypteris truncata
Thelypteris truncata là một loài dương xỉ trong họ Thelypteridaceae. Loài này được Poir. K. Iwats. mô tả khoa học đầu tiên năm 1964.